# GLADIATOR 016 in OSAKA
GLADIATOR 016 in OSAKAは、日本の総合格闘技団体「GLADIATOR」の大会の一つ。
2022年1月23日、大阪府豊中市の176BOXで開催された。

## 大会概要
今大会からPROGRESS提供のフォークスタイル・グラップリング戦がスタート。PROGRESSからサブオンリーマッチも含めて3試合が組まれた。MMAでは関東圏からK-PLACE勢が参戦するなど、マッチメイクの広がりを見せている。また、大会中にはGLADIATOR初代ウェルター級王者、レッツ豪太の引退セレモニーが開催された。

## 試合結果

### オープニングファイト
第1試合 フェザー級 5分1R
○  一輝 vs.  拳也 ×
判定3-0
第2試合 フライ級 5分1R
○  小田魁斗 vs.  新地魁夢 ×
判定2-1

### 本戦
第1試合 フェザー級 5分2R
○  桑本征希 vs.  大和 ×
2R 2:18 リアネイキドチョーク
第2試合 ウェルター級 5分2R
○  森井翼 vs.  那須"独歩"育夫 ×
1R 0:38 TKO
第3試合 63kg契約 5分2R
○  上荷大夢 vs.  大和 ×
2R 0:47  アームロック
第4試合 フェザー級 5分2R
○  宋鬼子 vs.  谷口軍曹 ×
判定3-0
第5試合 58kg契約 5分2R
○  木村旬志 vs.  荒木凌 ×
1R 0:15 TKO
第6試合 フェザー級 5分2R
○  斎土泰斗 vs.  伊賀GORI ×
判定2-1
PROGRESSサブオンリー・グラップリング 82kg契約 10分1R
○  飯田健夫 vs.  伊東元喜 ×
1R 7:46 ギロチン
PROGRESSフォークスタイルグラップリング 79㎏契約 5分2R
○  森戸新士 vs.  濱村健 ×
2R 3:46 三角絞め
PROGRESSフォークスタイルグラップリング 60㎏契約 5分2R
○  NavE vs.  松本一郎 ×
判定6-3
第7試合 フライ級 5分2R
○  中西哲生 vs.  坪内一将 ×
1R 1:11 リアネイキドチョーク
第8試合 ライト級 5分2R
○  井上啓太 vs.  春川広明 ×
1R 3:33 TKO
第9試合 ストロー級 5分2R
○  N.O.V vs.  蒔田真吾 ×
1R 1:05 TKO
第10試合 バンタム級 5分2R
○  福島啓太 vs.  竹本啓哉 ×
判定3-0
第11試合 バンタム級 5分2R
○  秋田良隆 vs.  山口翔 ×
2R 1:50 アームロック
第12試合 フェザー級 5分2R
○  富田翔市 vs.  中川皓貴 ×
判定3-0
第13試合 バンタム級 5分2R
○  神田T-800周一 vs.  土肥"聖帝"潤 ×
判定3-0
第14試合 フライ級 5分2R
○  有川直毅 vs.  藤田健吾 ×
判定3-0